# Erich Kleinschmidt
Erich Kleinschmidt (* 25. September 1946 in Gernsbach; † 13. Juli 2021 in Freiburg) war ein deutscher Germanist und Hochschullehrer mit zahlreichen Schriften und Publikationen. Ab 1992 war er Professor für Neuere deutsche Literatur- und Kulturwissenschaft an der Universität zu Köln. Seine Forschungsschwerpunkte lagen in den Bereichen Frühe Neuzeit und klassische Moderne sowie in der Literatur- und Kulturtheorie.

## Leben und Werk
Erich Kleinschmidt schloss sein Studium der Germanistik und Geschichte in Freiburg im Breisgau 1973 mit Promotion ab. 1980 folgte seine Habilitation mit dem Titel Stadt und Literatur in der frühen Neuzeit. Voraussetzungen und Entfaltungen im südwestdeutschen, elsässischen und schweizerischen Städteraum.
Von 1983 bis 1987 war er Professor für Neuere Deutsche Literatur an der Universität Freiburg. Von 1987 bis 1992 lehrte er als Professor für Deutsche Literatur des Mittelalters und Neuere Deutsche Literaturwissenschaft an der Universität München. Dort gründete er zusammen mit Ina Schabert das Graduiertenkolleg „Geschlechterdifferenz und Literatur“. Seit 1992 war er Professor für Neuere Deutsche Literatur mit kulturwissenschaftlicher und kulturgeschichtlicher Ausrichtung an der Universität zu Köln.
Kleinschmidt hat neben zahlreichen Schriften und Buchpublikationen rund 150 Aufsätze zu den Themenkomplexen Frühe Neuzeit, 18. Jahrhundert, Klassische Moderne, klassische Moderne, Exilliteratur, Literatur- und Kulturtheorie, Ästhetik und Poetik und Sprachphilosophie verfasst.
Erich Kleinschmidt war seit 1973 verheiratet und hat einen Sohn.

### Verbindung mit wissenschaftlichen Gesellschaften
- Kommission für geschichtliche Landeskunde Baden-Württemberg (Korrespondierendes Mitglied)
- Internationale Alfred Döblin-Gesellschaft
- Carl-Einstein-Gesellschaft
- Deutscher Germanistenverband
- Internationale Vereinigung der Germanisten

## Schriften (Auswahl)

### Monographien und Editionen
- Herrscherdarstellung, zur Disposition mittelalterlichen Aussageverhaltens, untersucht an Texten über Rudolf I. von Habsburg. mit einem Editionsanhang (= Bibliotheca Germania. Band 17). Francke, Bern/München 1974, ISBN 3-7720-1066-0. (Dissertation Freiburg im Breisgau, Philosophische Fakultät 1972/1973)
- Rudolf von Schlettstadt. Köln/Wien 1974.
- Das Windschiff aus Schlaraffenland. Bern/München 1977.
- Stadt und Literatur in der Frühen Neuzeit. Köln/Wien 1982.
- Johannes Brandmüller, Raurachisches Versgedicht. Bern 1982.
- Alfred Döblin, Drama-Hörspiel-Film. 1983.
- Alfred Döblin, Schriften zu Leben und Werk. 1986.
- Alfred Döblin, Schriften zu Ästhetik, Poetik und Literatur. 1989.
- Gleitende Sprache, Sprachbewußtsein und Poetik in der literarischen Moderne. München 1992.
- Carl Einstein. Bebuquin, Stuttgart 1995.
- Autorschaft, Beiträge zu ihrer Theorie. Tübingen 1998.
- Doktor Döblin. Berlin 2000.
- Die Entdeckung der Intensität. Geschichte einer Denkfigur im 18. Jahrhundert. Göttingen 2004.
- Die Lesbarkeit der Romantik: Material, Medium, Diskurs. Berlin 2009.
- Übergänge: Denkfiguren. Köln 2011.

### Herausgebertätigkeit
- Lektüren des Imaginären. Köln 1999.
- Avantgarden in Ost und West: Literatur, Musik und bildende Kunst um 1900. Köln 2002.
- Sammeln und Lesen: die Kölner H. C. Artmann-Sammlung Knupfer. Köln 2006.
- Lesbarkeiten: Antikerezeption zwischen Barock und Aufklärung. Würzburg 2010.

### Aufsätze und Beiträge
- Schreibpositionen. Ästhetikdebatten im Exil zwischen Selbstbehauptung und Verteidigung. Jb. f. Exilforschung, 1988.
- Sprache und Wahrnehmung. WW, 1989.
- Roman im „Kinostil“. DVjs, 1989.
- Entbundene Sprache. Zur intellektuellen Formierung des Deutschen im 17. Jhd. ZfdA, 1990.
- Klassik als Sprachkrise. In: W. Voßkamp (Hrsg.): Klassik im europäischen Vergleich. DFG-Symposion, 1993.
- Die weibliche Maske der Poesie. DVjs, 1993.
- Die Macht der Worte. Sprachliche Implikate der Gewalt. In: Fr. Gaede u. a. (Hrsg.): Hinter dem schwarzen Vorhang. Tübingen 1994.
- Sprache und Gefühle. Geschlechterdifferenz und Affekt in der Sprachpoetik des 18. Jhds. Arcadia, 1994.
- Fast ein Revolutionär: Fritz von Unruh zwischen Exil und Remigration (1932–1962). 1994.
- Die konstruierte Bibliothek. EG, 1995.
- Von der Schwierigkeit über Bilder zu schreiben. Jb. Lit. Weim. Rep., 1995.
- Umschreibungen. Sprachphilosophische Selbstreflexivität im 18. Jh. DVjs, 1997.
- Zur Poetik Anne Dudens. Weim. Beitr., 1997.
- Humanistische Frauenbildungen in der frühen Neuzeit. ZfdA, 1998.
- Stillegungen. Weim. Beitr., 1999.
- Schreiben auf der Grenze von Welt und Sprache. DVjs, 1999.
- Differenzen und Affekte. Kulturelle Energien grotesker Rede. In: G. Neumann, S. Weigel (Hrsg.): Lesbarkeit der Kultur. München 2000.
- Vergessenheit. Arcadia, 2001.
- Semiotik der Aussparung. Jb. Lit. Weim. Rep., 2001.
- Zwischenwege. Döblin und die Medien. WW, 2001.
- Das Rauschen der Begriffe. Weim. Beitr., 2001.
- Brüchige Diskurse. Jb. FDH, 2001.
- „Wie ein Aug im Gewölk“. Charlottes von Kalb vergessene Autorschaft. Schiller-Jb., 2002.